# Сирійський флот
Сирійський флот (лат. Classis Syriaca) — один з провінційних флотів у складі давньоримського флоту часів Римської імперії, що діяв у I до н. е. — V ст. н. е. Охороняв узбережжя Сирії, Фінікії, Палестини, Кіпру та півдні Малої Азії, а також діяв на річці Євфрат та Егейське море.

## Історія
З часів війни Римської республіки з Державою Селевкідів почав діяти римський флот в Егейському морі та біля Малої Азії. Втім римляни більше розраховували на своїх союзників з Родосу. З встановленням впливу Риму в Малій Азії зникли ворожі флоти, але наприкінці II ст. до н. е. загрозу вже становили кілікійські та лікійські пірати. Для боротьби з ними Марк Антоній Оратор створив флот, з яким діяв у 102—100 роках до н. е. У I ст. до н. е. римські командувачі під час Мітрідатових війн відновлювали флот в цьому регіоні. Особливо значну роль він відіграв в першій такій війні. Проте римський флот у Східному Середземномор'ї не діяв на постійній основі. Це призвело до того, що напочатку 60-х років до н. е. пірати знову активізувалися. Для боротьби з ними Римська республіка задіяла величезні сили, зокрема й морські. Флот збільшено до 270 кораблів. Втім вже у 63 році до н. е. після завершення загрози він перестав існувати.
Становлення постійного флоту відбулося за часи панування імператора Тиберія, ймовірніше за ініціативи Германіка, який перед тим мав досвід застосування морських і суходольних сил у війні проти германців (за менш вірогідною версією — Гнея Кальпурнія Пізона). Проте смерть Германіка і Пізона, мирна ситуація на східних кордонах імперії призвели до деградації Сирійського флоту. Справжнє відродження сталося з ініціативи Веспасіана у 67 році. Останній потребував швидкого перекидання військ задля придушення Першого юдейського повстання та боротьби з юдейськими піратами, базою яких було місто Іоппе. Того ж року цю базу було знищено римлянами.
Під час війни з Парфією імператор Траня наказав перекинути частину флоту на Євфрат, де той забезпечував транспортування військ, спорядження й харчів для наступаючих військ усією Месопотамією до Перської затоки. Також ймовірно брав участь в облозі та захопленні Ктесифонту. В подальшому середземноморська ескадра спільно з мізенським флотом брала участь у придушенні Другого юдейського повстання.
Імператор Адріан створив постійну євфратську флотилію Сирійського флоту. Її використовував імператор Луцій Вер під час нової війни з Парфією. На допомогу Сирійському флоту було надано частини Мізенського флоту. У 192 році флот перейшов на бік Песценнія Нігера, але оскільки був слабкішим до імперські флоти, то не зміг завадити висадці Септимія Севера в Малій Азії. Ймовірно флот зберігся, оскільки невдовзі Север використовував його у черговій війні з Парфією.
В наступні роки флот, особливо євфратську частину використовували імператори з династії Северів у війнах проти Персії. Важливу роль відіграла євфратська флотилія у 260 році, коли після поразки й полону імператора Валеріана перешкодила швидкому просуванню ворога вглиб Сирії, а також оперативно переправляла римські війська.
У кодексі Феодосія (369—370 роки) згадується Сирійський флот. Значення Сирійського флоту зберігалося до утворення Східної Римської імперії, останні згадки про нього відносяться на початок V ст. В подальшому став складовою візантійського флоту.

## Характеристика
Головною базою була Селевкія Пієрія. Стоянки (лат. stationes) були в Ефесі, Мілеті, Родосі, Теосі, Тірі. Забезпечував охорону узбережжя Егейського моря та північного сходу Середземного моря, північних районів Малої Азії та Сирії (уздовж течії річки Євфрат). З 369 року поділявся на 2 флотилії: Селевкійську (лат. Classis Seleucena) і Євфратську. Загальна чисельність екіпажів становило 2,5 тис. осіб.
Розмір платні рядових змінювався від 75 денаріїв на рік (за Тиберія) до 225 (за Каракалли). Префект флоту отримував 60 тис. сестерціїв на рік.

### Кораблі
Складався з суден: 1 квінквірема («Вікторія»), 5 трирем («Фортуна», «Юпітер», «Ліберат», «Мир», «Пієта»), 3 лібурн («Козоріг», «Дельфін», «Грифон»).

## Управління
Тиберій призначив на чолі флоту префекта (лат. praefectus classis) з числа вершників в статусі procuratores centenarii, що мав статки 100 тис. сестерціїв на рік. Підпорядковувався легату-пропретору провінції Британія. Інколи ці посади поєднувалися. Напочатку 70-х років імператор Веспасіан підвищив префекта флоту зі статусу sexagenarius до ducenarius.
Заступником і першим помічником префекта флоту був субпрефект. Далі йшли 2 препозити флоту, які під час великих компаній могли очолювати окремі з'єднання кораблів. Капітани кораблів називалися трієрархами (лат. trierarchus), командувачі «ескадрами» — навархами (лат. nauarchus), старший з яких називався першим навархом (лат. nauarchus princeps) навархом-архікерманичем (лат. nauarchus archigybernes). У III ст. було впроваджено посаду морського трибуна (лат. tribunus classis), який перебрав обов'язки першого наварха. Пізніше його назвали також трибун лібурн (лат. tribunus liburnarum).
Екіпаж триреми складався з трієрарха, 44 веслярів (лат. remiges), 16 маніпуларіїв, 4 осіб морського персоналу, відповідального за командування кораблем (лат. classiari). Термін служби зазвичай становив 26 років, з III ст. — 28 років, іноді відомі й більш тривалі терміни служби. Після почесного звільнення (лат. honesta missio) вони отримували компенсацію грошима або шматком орної землі, здобуття римського громадянства і права одружуватися.